# Верона (переписна місцевість, Нью-Йорк)
Верона (англ. Verona) — переписна місцевість (CDP) в США, в окрузі Онейда штату Нью-Йорк. Населення — 828 осіб (2020).

## Географія
Верона розташована за координатами 43°8′12″ пн. ш. 75°34′18″ зх. д. / 43.13667° пн. ш. 75.57167° зх. д. (43.136750, -75.571694).  За даними Бюро перепису населення США в 2010 році переписна місцевість мала площу 4,86 км², уся площа — суходіл.

## Демографія
Згідно з переписом 2010 року, у переписній місцевості мешкали 852 особи в 350 домогосподарствах у складі 255 родин. Густота населення становила 175 осіб/км².  Було 377 помешкань (78/км²).
Расовий склад населення:
| - 95,3 % — білих - 1,4 % — азіатів - 0,7 % — чорних або афроамериканців - 0,2 % — корінних американців |

До двох чи більше рас належало 2,1 %. Частка іспаномовних становила 2,0 % від усіх жителів.
За віковим діапазоном населення розподілялося таким чином: 22,1 % — особи молодші 18 років, 58,2 % — особи у віці 18—64 років, 19,7 % — особи у віці 65 років та старші. Медіана віку мешканця становила 43,6 року. На 100 осіб жіночої статі у переписній місцевості припадало 95,0 чоловіків;  на 100 жінок у віці від 18 років та старших — 89,7 чоловіків також старших 18 років.
Середній дохід на одне домашнє господарство  становив 52 332 долари США (медіана — 53 804), а середній дохід на одну сім'ю — 54 507 доларів (медіана — 57 875). Медіана доходів становила 48 485 доларів для чоловіків та 24 442 долари для жінок. За межею бідності перебувало 22,4 % осіб, у тому числі 35,5 % дітей у віці до 18 років та 0,0 % осіб у віці 65 років та старших.
Цивільне працевлаштоване населення становило 290 осіб. Основні галузі зайнятості: мистецтво, розваги та відпочинок — 16,9 %, виробництво — 14,1 %, освіта, охорона здоров'я та соціальна допомога — 13,1 %.